# Lichior

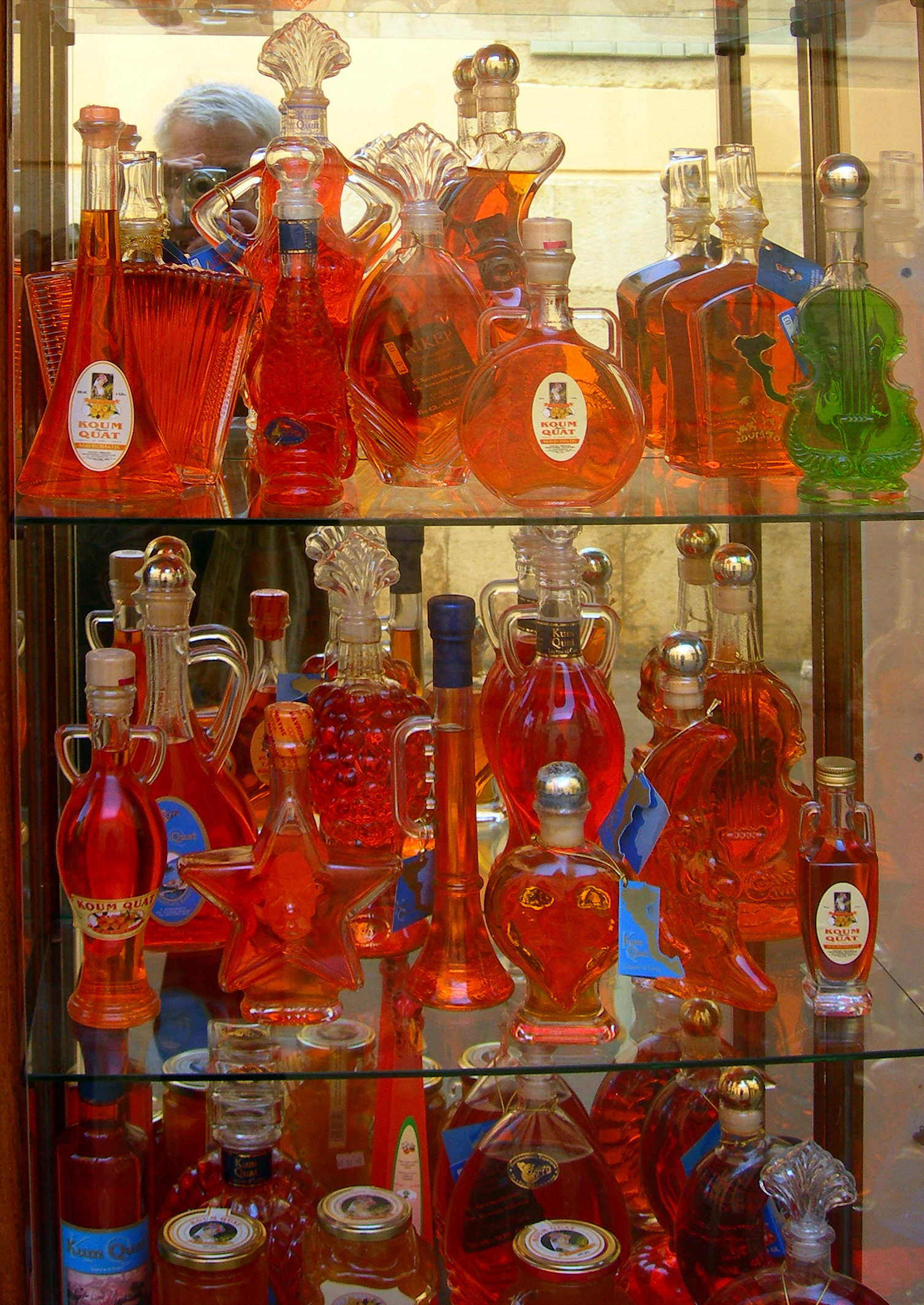
Lichioruri Kumquat din Corfu

Lichiorul este o băutură alcoolică distilată cu aromă de fructe, ierburi, condimente, nuci, etc. cu sirop de zahăr, esențe aromate sau alți îndulcitori.Exista multe tipuri de lichior.cum ar fi lichior de oua,de gutui,de menta,de nuci verzi,de ciocolata si nu in cele din urma de cafea.Are cel mult 21% alcool in el,iar pentru unii este o delicatesa.

## Istorie
Acesta bautura are o istorie veche de peste 7 secole, numele provine din latinescul “Liquifacere”, care insemna a dizolva. Dar ce era dizolvat si in ce? Raspunsul este fructe, coji de fructe, frunze, flori, seminte, scoarță, rădăcini, samburi adica aproape orice parte a unei plante care infuzata si macerate   într-un alcool, capata un gust si un parfum aparte. Asa se face ca lichiorul devine bautura preferata a femeilor. Lichiorul a fost creat de călugări – Armaud de Villeneuve, un monah si alchemist grec, a fost primul care a prelucrat un lichior de plante. Asta se intampla in secolul al-XIII-lea. Bautura era insa foarte amara si se folosea in tratarea bolilor. Rolul alcolului era  ca licoarea medicinala san u se altereze. Dupa descoperirea Americii, cand pretul condimentelor a mai scazut si au devenit mai accesibile, calugarii au inceput sa puna in lichior zahar, miere, cafea, cacao, scortisoara, vanilie si alte plante care au adus arome noi si i-au inbunatatit mult gustul. Chartreuse si Benedictine si Chambord sunt printre cele mai vechi si celebre lichioruri iar istoria lor trebuie amintita

## Tipuri de lichior
Chartreuse a inceput sa fie produs de catre calugarii manastirii La Grande Chartreuse – Franta – Voiron. Legenda spune ca in 1605 calugarii au primit un manuscris al unui alchemist, cuprizand reteta unui “elixir”. Formula continea aproape 130 de plante si cateva ingrediente secrete. Din 1764 reteta a fost usor modificata si vanduta sub denumirea de Chartreuse Verde. In anul 1838 au conceput Chartreuse Galbena.In anul 1903 terenurile si cladirile calugarilor au fost confiscate de statul Francez. Atunci Calugarii au plecat in Spania unde au continuat sa produca lichiorul la Tarragona. Cativa ani mai tarziu, un investitor local a cumparat vechea distilarie si chiar au incercat sa produca Chartreuse dar au dat faliment in scurt timp deoarece nu poseda reteta originala. Cativa investitori au cumparat distilaria pe un prêt dorizoriu si au donat-o inapoi calugarilor. Lichiorul Chartreuse se produce si astazi.
Benedictine a fost inventat tot in Franta. In anul 1510 calugarul Venetian Bernardo Vincelli de la abatia benedictina Fecamp din Normandia a elaborate reteta lichiorului miraculos. Acesta s-a produs in abatie, pana la devastarea prijeluita cu ocazia Revolutiei Franceze. In anul 1863 Alexandre le Grand a descoperit printre niste vechi documente, reteta lui Vincelli. Le Grand a reluat fabricarea acestui lichior dupa reteta originala, la care a adus cateva modificari. Lichiorul obtinut poarta din acest moment numele de Benedictine.Inca de la inceput, lichiorul a avut un succes enorm iar in a882 le Grande a construit la Fecamp un inmens si superb palat care gazduieste atat propria distilarie, opera de arta si ca un fapt inedit sunt expuse si diverse falsuri aparute de-a lungul timpului cu faimosul lichior. In continuare reteta lichiorului este secreta si numai trei personae in viata o cunosc.
Chambord este lichiorul care a reusit sa adune laolalta toate caracteristicile definitorii pentru tara sa de origine – Franta. Eleganta ambalajului si rafinamentul gustului fac din acest lichior frantuzesc sublimul absolut. Este produs in Valea Loarei, din ingrediente naturale de cea mai buna calitate. Chambord este un lichior premium cu un gust bogat si discret, conferit de zmeura neagra, murele atent selectionate, a renumitei vanilii de Madagascar si a coniacului XO toate acompaniate de putina miere si cele mai alese ierburi aromate. Legenda spune ca in anul 1685 regele Ludovic al – XIV – lea a vizitat Castelul Chambord unde a fost servit cu un lichior extraordinar din fructe de padure. Acea licoare se pare ca a fost inspiratia pentru ceea ce astazi este deliciul femeilor rafinate, cunoscut sub numele de Lichior Chambord.Fabricatie

## Fabricatie
- Prepararea fructelor

Pentru lichior se intrebuinteaza intregul fruct sau sucul de fructe, urmand ca din restul de presa dupa fermentare, sa se obtina alcool. Fructele trebuie sa fie foarte coapte deoarece numai atunci au o aroma deplina si zeama suficienta. Fructele foarte coapte pot fi utilizate numai atunci cand nu au inceput sa putrezeasca. Pentru toate modurile de obtinere a sucului, mai intai se spala fructele (cu exceptia zmeurei), pentru dezciorchinare si selectionare. La drupe trebuie folosite cel mult 20% din semntele lor deoarece ele contin acid cianhidric foarte toxic.  La procesarea fructelor pentru lichior nu trebuiesc folosite masini care contin metale sau zinc, deoarece acizii din fructe reactioneaza cu aceste metale si sucul se innegreste si se altereaza gustul iar  vitaminele se distrug.
- Alcoolul

Pentru obtinerea lichiorurilor se utilizeaza alcoolul etilic rafinat sau diverse bauturi alcoolice distilate ( rachiuri ) . In cazul alegerii unor  rachiuri, pentru prepararea lichiorurilor se va prepara de obicei unul cat se poate de neutru in asa fel incat aceasta sa nu aiba nici o influenta asupra gustului lichiorului. Cea mai neutra intre bauturile tari este votca. Se  poate afirma ca dupa alcoolul rafinat, votca este cel mai bun purtator de alcool pentru toate lichiorurile care nu trebuie sa aibe decat  gustul fructelor din care au fost preparate. Concetratia sa alcoolica este cuprinsă între 40-50 % vol. alcoolic, in timp ce bauturile „albe” obisnuite au de obicei 32 % volum alcoolic. Pentru productia de lichior este potrivit si rachiul de secara datorita gustului propriu slab. El are cel putin 32 % vol. alcool. Whisky-ul este un rachiu de cereale deosebit, al carui gust de fum se simte inca si dupa folosirea sa in lichior. Concentratia sa alcoolica se situeaza intre 38 si 43% vol. alcoolic.  Rachiurile de ienupar, de exemplu Gin-ul, Genever-ul (rachiul olandez din ienupar) nu sunt potrivite pentru prepararea lichiorurilor din fructe  deoarece aroma de ienupar este prea intensa si acopera aromele celorlalti constituenti.  Rachiurile din fructe aduc in cazul in care sunt folosite la fabricarea lichiorurilor propriile lor substante olfactive si gustative. In cazul in care au fost produse din acelasi tip de fruct ca si sucurile, respectiv fructele utilizate la fabricarea lichiorului (de exemplu tuica de cirese in lichiorul de cirese, rachiul de caise in lichiorul de caise), atunci acestea pot sublinia considerabil aromele fructelor sau, exista situatii cand le pot si modifica pe aceasta din urma, aducand o noua nuanta lichiorului.
- Macerarea

Dintre metodele folosite la obtinerea substantelor aromatice si colorantilor din diversele fructe sau plante cel mai intalnit procedeu este macerarea. Macerarea are scopul de a forma buchetul bauturilor, aroma si gustul lor devenind astfel mai fine. Macerarea sau maceratia consta in extractia cu ajutorul solventilor, ca alcool si apa, continute in fructe. Important la acest procedeu este concentratia alcoolului care depinde in primul rand de concentratia in apa a materialelor supuse extractiei. In general, materialele proaspete cum sunt cojile proaspete de lamai, portocale, grappefruit sau plantele proaspete se macereaza cu alcool concentrat, 70-90 % vol. alcool, iar toate materialele uscate cu alcool de 40-60 % vol. alcol.  Durata macerarii depinde de tipul materialului supus macerarii. La materialele proaspete ajung adeseori numai cateva zile pentru obtinerea celei mai pretioase arome. Materialele uscate necesita de regula circa 8-15 zile deoarece numai inmuierea propriu-zisa dureaza un anumit timp. Materialele sunt maruntite cat mai uniform, iar vasele in care se face extractia sunt din sticla sau ceramica cu posibilitati de inchidere. Raportul intre cantitatea de material supus macerarii si alcool este de obicei de 1:5 pana la 1:10, dupa volumul ingriedientelor. Pentru recuperarea alcoolului folosit la macerare care mai ramane in materialele epuizate, este suficient o presare manuala, atunci cand este vorba de cantitati mici. Pentru cantitati mari se folosesc prese electrice industriale.
Temperatura optima de depozitare este de 15 C iar umiditatea aerului este de 80-85%. Invechirea dureaza intre 15-45 zile, timp in care au loc procese fizice si chimice complexe. Inainte e a se trece la imbuteliere, bauturile trebuie filtrate, prin aceasta operatie garantandu-se aspectul. In final se inbuteliaza in sticle de diferite capacitati, forme sau culori ale sticlei.

## Legături externe
- Lichioruri la The Cook's Thesaurus.